# Viaduc de la ligne 2 du métro de Paris
Le viaduc de la ligne 2 du métro de Paris est un viaduc ferroviaire français à Paris. Cet ouvrage d'art de près de deux kilomètres de long supporte la ligne 2 du métro de Paris à la limite des 9e, 10e, 18e et 19e arrondissements. Les stations Barbès - Rochechouart, La Chapelle, Stalingrad et Jaurès y disposent d'arrêts aériens.

## Situation ferroviaire
Le viaduc occupe successivement le terre-plein central des boulevards de Rochechouart, de la Chapelle et de la Villette, dont le franchissement des emprises ferroviaires de la gare du Nord et de la place de la Bataille-de-Stalingrad, entre la station Barbès - Rochechouart et la place du Colonel-Fabien avant laquelle la ligne redevient souterraine.

## Histoire
Le viaduc, conçu par Jean Camille Formigé, est établi en 1902-1903.

## Caractéristiques
L'ouvrage est constitué d'une structure métallique s'appuyant sur des piliers qui supportent le tablier sur lequel reposent les voies du métro. À chaque station, les piliers sont décorés avec des guirlandes et des cornes d’abondance et sont frappés des armes de la Ville de Paris ou du globe terrestre.